# اوگو بکر
اوگو بکر (فرانسوی: Hugo Becker‎؛ زادهٔ ۱۳ مهٔ ۱۹۸۷) هنرپیشه اهل فرانسه است. وی از سال ۲۰۱۰ میلادی تاکنون مشغول فعالیت بوده‌است.
از فیلم‌ها یا برنامه‌های تلویزیونی که وی در آن نقش داشته‌است می‌توان به دختر سخن‌چین، حمله، و دم اشاره کرد.